# Saint-Sauveur-Gouvernet
Saint-Sauveur-Gouvernet – miejscowość i gmina we Francji, w regionie Owernia-Rodan-Alpy, w departamencie Drôme.
Według danych na rok 1990 gminę zamieszkiwało 161 osób, a gęstość zaludnienia wynosiła 8 osób/km² (wśród 2880 gmin regionu Rodan-Alpy Saint-Sauveur-Gouvernet plasuje się na 1461. miejscu pod względem liczby ludności, natomiast pod względem powierzchni na miejscu 498.).